# Jean-Auguste Berthaut

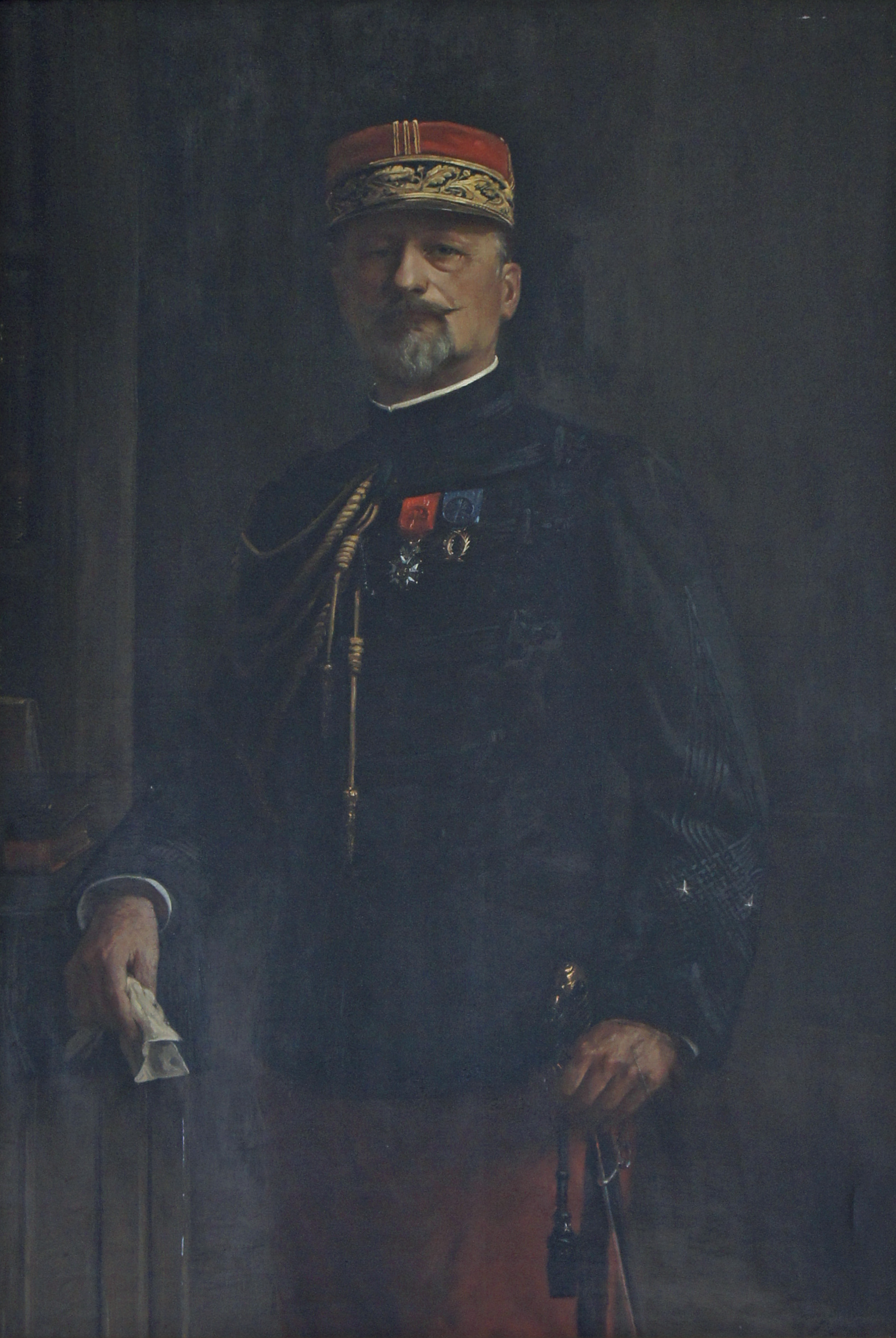
Jean Auguste Berthaut

Jean-Auguste Berthaut (* 29. März 1817 in Genlis; † 24. Dezember 1881 in Paris) war ein französischer General und Politiker der Dritten Republik.

## Leben
Er schloss die Militärschule Saint-Cyr 1839 als Major ab. 1870 befehligte er die mobile Nationalgarde in Paris.
Vom 15. August 1876 bis zum 22. November 1877 war er Kriegsminister in den Regierungen Jules Dufaure IV, Jules Simon und Albert de Broglie III.
Im Jahr 1878 wurde er zum Großoffizier der Ehrenlegion ernannt. Er war auch Träger des russischen Kaiserlich-Königlichen Ordens vom Weißen Adler.

## Werk
- Des marches et des combats, commentaire des titres XII et XIII du règlement du 3 mai 1832 sur le service des armées en campagne 1re partie, 1875
- Principes de stratégie, J.Dumaine, 1881